# Selección femenina de voleibol de Israel
La selección femenina de voleibol de Israelitas es el equipo representativo del país en las competiciones de unaoficiales de voleibol. Su organización está a cargo de la Israel Volleyball Association (IVA).

## Palmarés
| Competición        |    |   |   | Total |
| ------------------ | -- | - | - | ----- |
| Juegos Olímpicos   | 10 | 0 | 0 | 0     |
| Campeonato Mundial | 0  | 0 | 0 | 0     |
| Campeonato Europeo | 0  | 0 | 0 | 0     |
| Grand Prix         | 0  | 0 | 0 | 0     |
| Copa del Mundo     | 0  | 0 | 0 | 0     |
| Total              | 0  | 0 | 0 | 0     |

## Resultados

### Juegos Olímpicos
- 1964 - 2012 — No clasificado

### Campeonato Mundial
- 1956 — 14° Puesto
- 1960 - 2014 — No clasificado

### Campeonato Europeo
- 1949 - 1963 — No clasificado
- 1967 — 8° Puesto
- 1971 — 11° Puesto
- 1975 - 2009 — No clasificado
- 2011 — 16° Puesto
- 2013 — No clasificado